# Josep Mercader i Brugués
Josep Mercader i Brugués (Cadaqués, 1926 — 1979), fou un cuiner i restaurador català, fundador de l'Hotel Empordà, de Figueres (1962). Ha donat nom a un premi professional.
Juntament amb Josep Pla, Mercader va marcar les pautes ideològiques de la cultura gastronòmica catalana del segle xx i és considerat com «el pare de la cuina catalana moderna». Pla va deixar com a llegat El que hem menjat, una mena de catecisme de la cuina catalana. L'herència de Mercader és un prolífic receptari inspirat en la cuina tradicional i la nouvelle cuisine.

## Biografia
Josep Mercader va ser el fundador de l'Hotel Empordà, el Mòtel, a Figueres. Tot i modernitzar la cuina, mai no va renunciar a la tradició. La va canviar, inspirat en la nouvelle cuisine, amb plats com la sopa de farigola, les favetes a la menta, els naps amb rocafort, el sorbet de flor de farigola, el gelat de regalèssia, l'orella de porc confitada amb patates saltades o el bacallà a la mussolina d'all.
La seva influència ha estat tan important, que moltes receptes han estat copiades i, fins i tot, molts pensen que aquella manera de fer tan refinada forma part del receptari tradicional, no tan sols català. Res més lluny d'això: Mercader va fusionar les olivades de les festes majors empordaneses i la tapenada provençal en una picada per untar que va anomenar garum. Fins i tot li han copiat el nom i ha arribat a un punt que molts creuen que el liquamen o garum omnipresent en la cuina dels antics romans és com la preparava Mercader.
Entre el receptari immens que va crear, hi ha una preparació genial, probablement no superada: les espines d'anxoves fregides, paradigma de la modernitat i de la senzillesa. S'han de destacar dos fragments de Cuina Catalana, de Colman Andrews, escriptor i prestigiós gastrònom californià. Escrit originalment el 1988 en anglès, Catalan cuisine va ser traduït el 1990 en català per Carme Geronès i Carles Urritz. D'aquest llibre destaca aquest fragment, perquè Andrews és el primer no català i no planià que va entendre el potencial de la cuina catalana:
| «                | El que em va fascinar més i el que em va semblar més característic de la cuina catalana, va ser aquesta capacitat de sorprendre, aquesta manera original de fer coses inesperades amb ingredients normals, els seus trucs secrets, la seva espurna de bogeria. | » |
| — Colman Andrews | |   |

Andrews va parlar així de Mercader:
| «                | Un cuiner francès, esperonat per crear una cosa diferent a base d'anxoves, ben segur que hauria preparat un farcit per a raviolis amb una mousse d'anxoves lligada amb mantega de caviar o hauria farcit unes mongetes tendres amb filets d'anxova i les hauria presentat en una amanida amb bolets i canapès d'ostra, o hauria fet servir unes goujonettes d'anxova per adornar un foie gras passat per la paella... o qualsevol fantasia d'aquestes. Un català, en canvi, sempre tan pràctic, es fixa en la part de l'anxova que tothom llença: l'espina, com hi ha món! I amb prou feines amb quatre ingredients, com una mica de farina, llet i oli calent, converteix unes deixalles en un entrant fantàstic, d'un gust que quasi crea addicció. | » |
| — Colman Andrews | |   |

Entre Pla i Mercader van fixar unes pautes ideològiques, avui encara vigents. La cuina moderna no es podia desvincular de la vella cuina familiar, aquella carregada i, a voltes, carregosa cuina tradicional de les mestresses de casa, que ja començaven a desertar dels fogons per anar a les fàbriques. A partir del boom del turisme, als anys cinquanta, el motor de la cuina ja no són les mestresses i les llars, sinó els restaurants i els llibres i les revistes.
Josep Pla dormia a l'habitació 103 del Mòtel i s'asseia sempre a la mateixa taula, la número 26, al costat d'una vitrina amb guies velles i altres records i andròmines, i de la porta d'entrada al menjador; des d'allí podia controlar tothom que entrava i sortia. Des d'aleshores, l'Hotel Empordà de Figueres és un santuari. I seria un lloc de pelegrinatge gastronòmic encara que només hi servissin amb destresa canònica la carta clàssica, la de fa vint-i-cinc anys.
El 2 de novembre de 1979, Josep Mercader va morir d'un atac de cor i es va frenar el procés creatiu, l'impulsor de la cuina catalana moderna. Tenia 52 anys i una estrella Michelin. Molts comparen Mercader amb Juan Maria Arzak i Paul Bocuse.